# Малиновский сельский совет (Гуляйпольский район)
Малиновский сельский совет (укр. Малинівська сільська рада) — входит в состав
Гуляйпольского района
Запорожской области
Украины.
Административный центр сельского совета находится в 
с. Малиновка
.

## Населённые пункты совета
- с. Малиновка